# 愛染院 (練馬区)
練月山 愛染院 観音寺（れんげつさん あいぜんいん かんのんじ）は、東京都練馬区春日町四丁目にある真言宗豊山派の寺院。参道には、昭和15年に建てられた練馬大根碑がある。

## 歴史

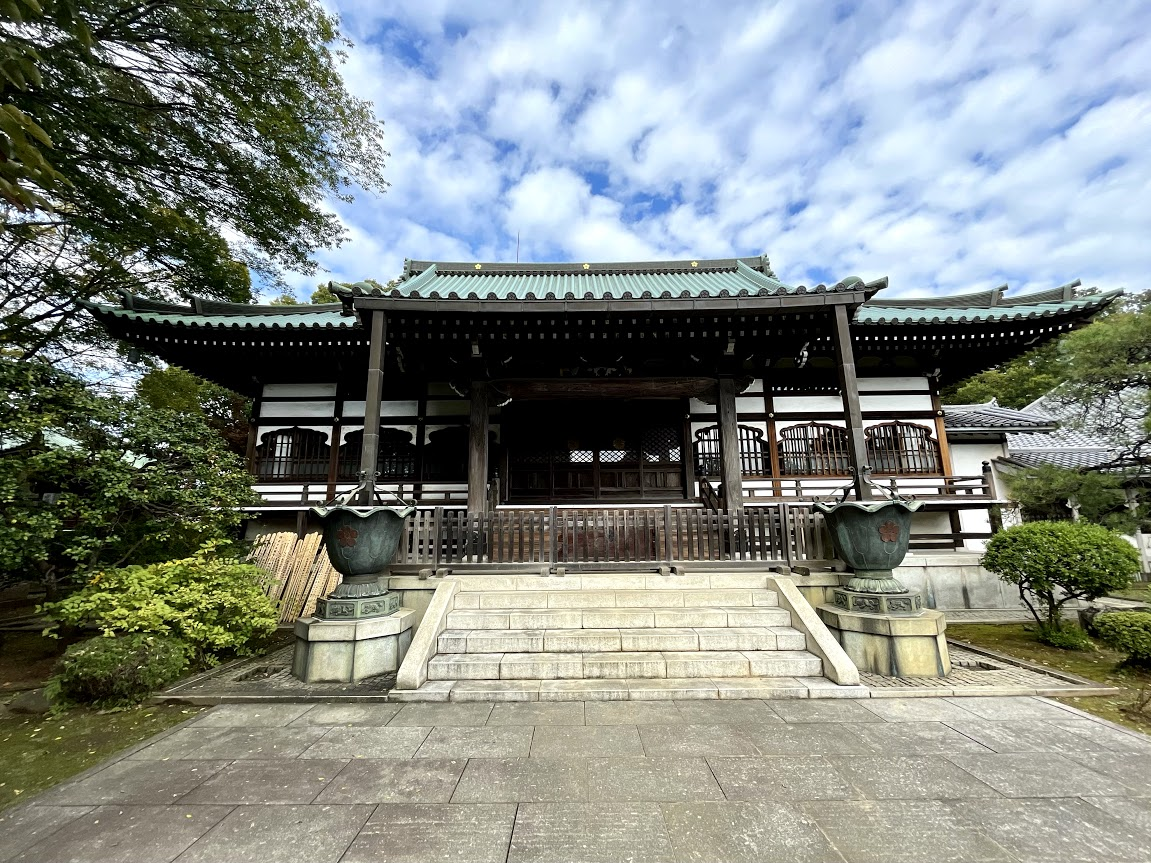
本堂

- 永享9年（1437年） 創建[4]。
- 元禄10年（1697年）「赤門」と呼ばれる朱塗りの山門を造設[4]。
- 江戸時代 寺領12石余りの御朱印地[4]。
- 元文4年（1739年） 六地蔵造営[4]。
- 寛政年間（1789年 - 1800年） 火災により焼失[1]。山門のみ焼け残る[4]。
- 天保2年（1831年） 弘法大師一千年供養塔造営[4]。
- 昭和3年（1928年） 再建[4]。
- 昭和55年 - 山門改築[4]。

## 文化財

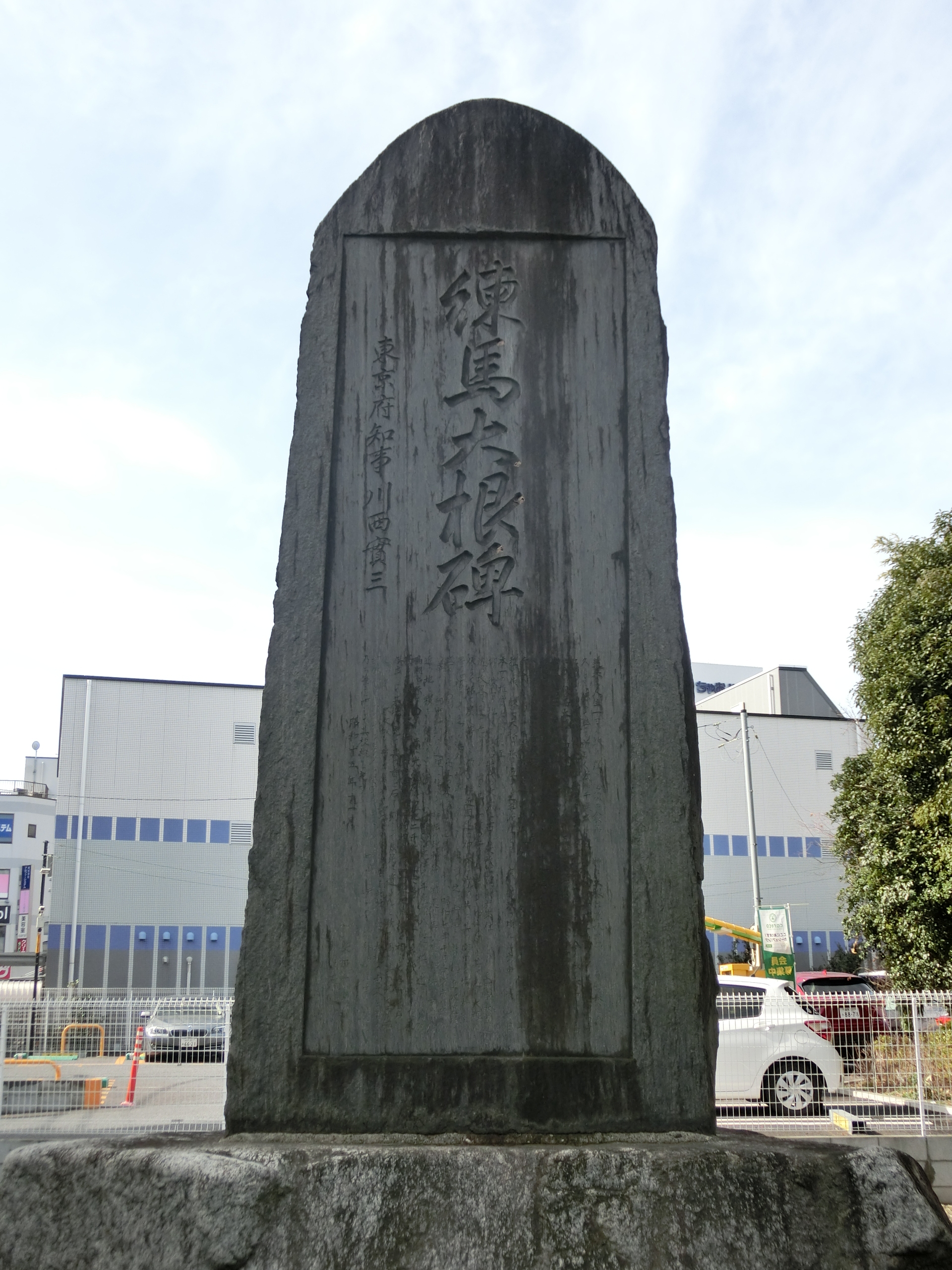
境内に建つ『練馬大根の碑』（1940年（昭和15年）建立）。題字は当時の東京府知事・川西實三による揮毫。

- 愛染明王像

木造彩色。像の高さは86センチメートル。太陽を表す円形の光背がある。
- 梵鐘（東京都練馬区指定文化財）[7]
- 愛染院文書（東京都練馬区指定文化財）[8]

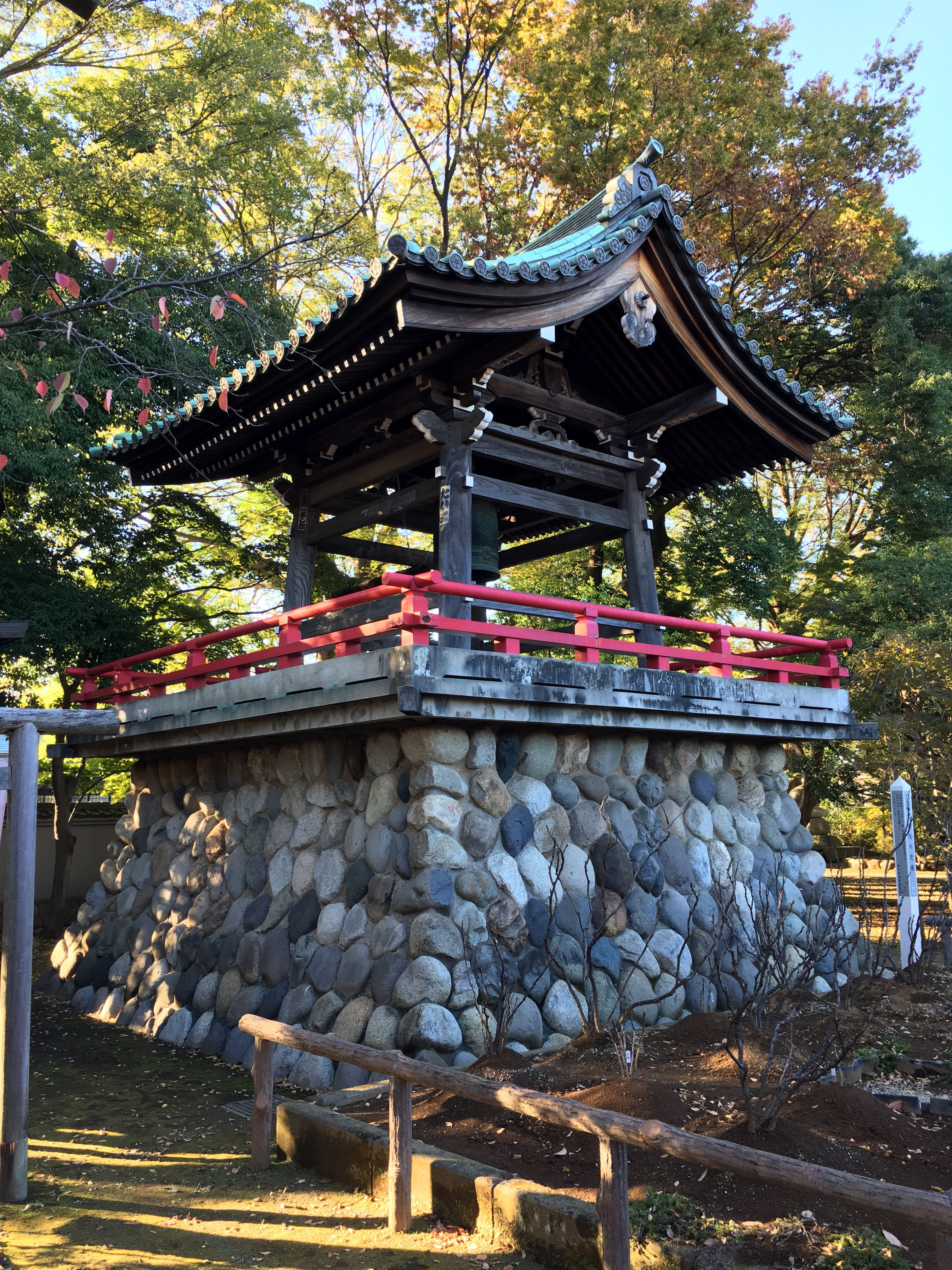
愛染院の鐘楼（1701年（元禄14年）鋳造

## 交通アクセス
- 都営地下鉄大江戸線 練馬春日町駅から徒歩3分